# (4317) Garibaldi
(4317) Garibaldi est un astéroïde de la ceinture principale.

## Description
(4317) Garibaldi est un astéroïde de la ceinture principale. Il fut découvert par Zdeňka Vávrová le 19 février 1980 à l'observatoire Kleť. Il présente une orbite caractérisée par un demi-grand axe de 3,996 UA, une excentricité de 0,162 et une inclinaison de 9,81° par rapport à l'écliptique.
Il fut nommé en hommage à Giuseppe Garibaldi, homme politique italien, né à Nice, militant des Droits de l'Homme et artisan de l'unification italienne.

## Compléments